# Bratz: Od marzeń do gwiazd
Bratz: Od marzeń do gwiazd (Bratz Forever Diamondz) – jeden z kilku filmów serialu Bratz.

## Fabuła
Magazyny "Bratz" i "Burdine’s Your Thing" rywalizują ze sobą w ramach reality show. Redakcje obu pism mają za zadanie znaleźć i zasponsorować działania nastoletniej projektantki mody, która weźmie udział w wielkim show w Nowym Jorku, gdzie przedstawi swoje projekty szerokiej publiczności.

## Wersja polska
Opracowanie i udźwiękowienie wersji polskiej: Studio Sonica

Reżyseria: Jerzy Dominik

Dialogi polskie: Dariusz Dunowski

Dźwięk i montaż: Zdzisław Zieliński

Organizacja produkcji: Katarzyna Grochowska

Wystąpili:
- Krystyna Kozanecka – Yasmin
- Katarzyna Godlewska – Jade
- Anna Sroka – Sasha
- Jolanta Wilk – Cloe
- Agnieszka Matysiak – Burdine
- Magdalena Krylik – Kaycee
- Kamilla Baar – Kirstee
- Leszek Zduń – Bayron
- Judyta Szymańska – Kristee
- Joanna Węgrzynowska – Mandy
- Anna Apostolakis – Pani Jones
- Beata Wyrąbkiewicz – Sharidan
- Tadeusz Hankiewicz – Duży Tatuś
- Janusz Wituch – Pan Jones
- Jerzy Dominik – Kamerzysta

i inni

## Informacje dodatkowe
- W Polsce po raz pierwszy mogliśmy zobaczyć 1 grudnia 2006.